# Musikjahr 1742
Liste der Musikjahre

◄◄ | ◄ | 1738 | 1739 | 1740 | 1741 | Musikjahr 1742 | 1743 | 1744 | 1745 | 1746 | ► | ►►

Weitere Ereignisse
Dieser Artikel behandelt das Musikjahr 1742.

## Ereignisse

### Johann Sebastian Bach

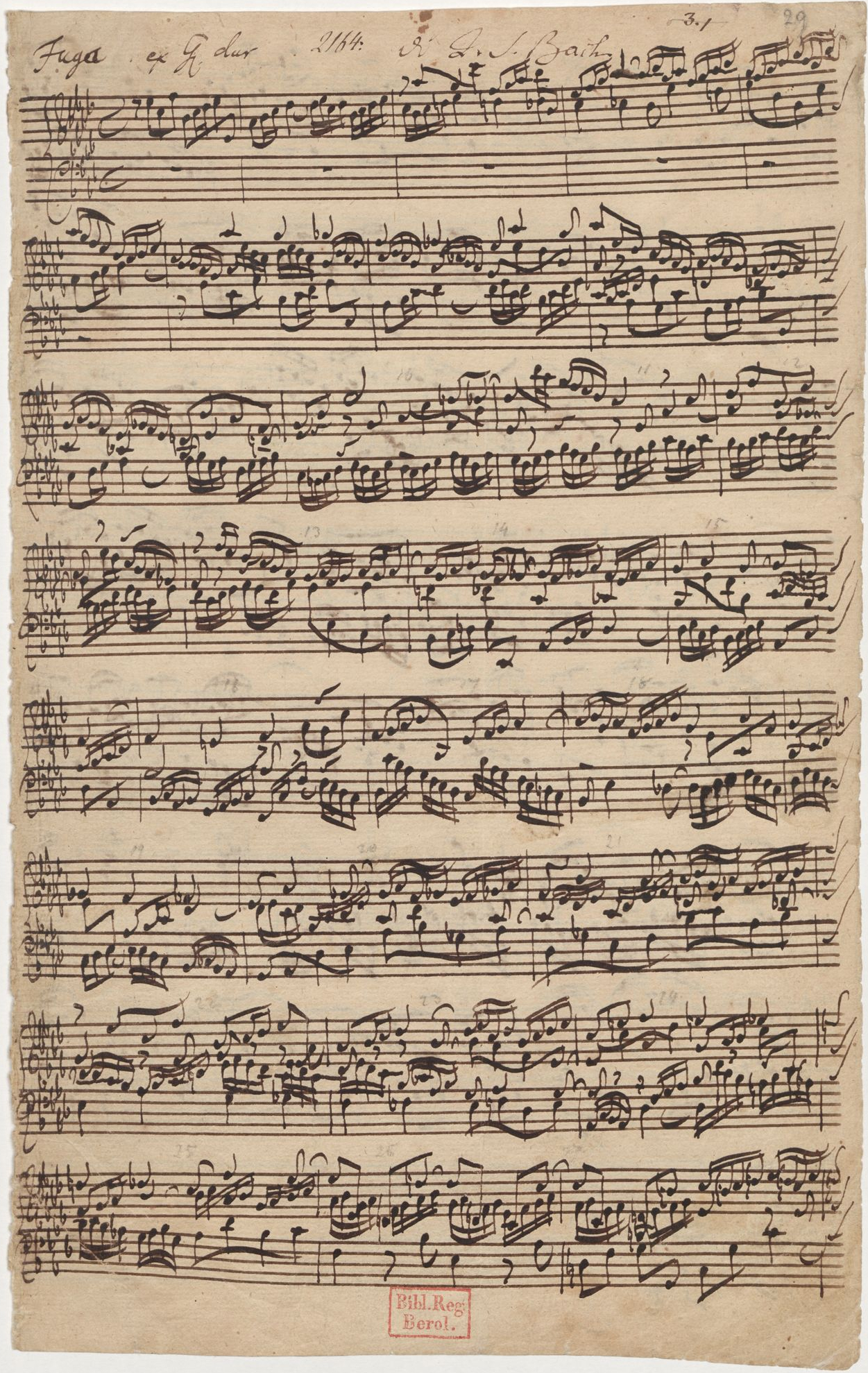
Fuge As-Dur aus dem 2. Teil des Wohltemperierten Klaviers im Londoner Autograph

- Johann Sebastian Bach ist seit dem 30. Mai 1723 Thomaskantor und musikalischer Leiter der Thomaskirche in Leipzig. Von 1729 bis ins Jahr 1741, vielleicht sogar bis 1746, hat er außerdem die Leitung des 1701 von Georg Philipp Telemann gegründeten Collegium musicum inne. Die Konzerte finden ein- bis zweimal pro Woche im Zimmermannischen Caffee-Hauß (1943 kriegszerstört) oder im dazugehörigen Garten statt.
- Johann Sebastian Bach wird zum zwanzigsten und letzten Mal Vater. Das dreizehnte gemeinsame Kind mit seiner zweiten Frau Anna Magdalena Bach, Regina Susanna (1742–1809), wird geboren.
- In den 1740er Jahren zieht sich Bach – mit wenigen Ausnahmen – von Neukompositionen für die Kirche zurück. Neben Auftragsarbeiten für weltliche Anlässe konzentriert er sich ganz auf umfangreiche Werke für das Cembalo. Auch verschlechtert sich sein Augenlicht immer mehr.
- 30. August: Die weltliche Kantate Mer hahn en neue Oberkeet von Johann Sebastian Bach wird in Leipzig zum 36. Geburtstages des Grafen von Dieskau uraufgeführt. Der Text stammt von Christian Friedrich Henrici.
- Weihnachten: Johann Sebastian Bachs Weihnachtskantate Gloria in excelsis Deo wird in Leipzig uraufgeführt.
- Bach schließt die erste Reinschrift seines bedeutenden kontrapunktischen Spätwerks Kunst der Fuge ab, die er aber danach bis 1749 umfassend ergänzt und überarbeitet. Die Sammlung von einfachen Fugen, Gegenfugen, Spiegelfugen, Fugen mit mehreren Themen und Kanons stellt ein Kompendium der Techniken der Fugenkomposition dar.
- Der zweite Teil von Johann Sebastian Bachs Das Wohltemperierte Klavier, einer Sammlung von Präludien und Fugen für ein Tasteninstrument, dessen erster Teil aus dem Jahr 1722 stammt, entsteht in den Jahren 1740–1742.
- Bach hat einen ausgezeichneten Ruf als Orgelgutachter. Bei zahlreichen Orgel-Neu- und -umbauten wird er hinzugezogen: so auch 1742 in Bad Berka zur Begutachtung der Orgel von Heinrich Nicolaus Trebs in der Kirche St. Marien.

### Georg Friedrich Händel

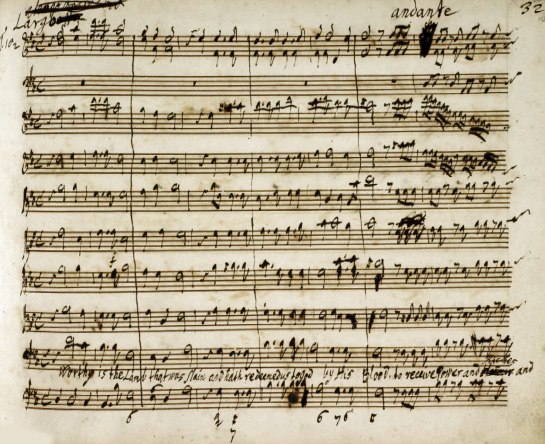
Ausschnitt aus Worthy is the Lamb, des letzten Chores aus dem Oratorium Messiah von Georg Friedrich Händel (Autograph)

- Georg Friedrich Händel wohnt seit Juli/August 1723 in London in der 25 Brook Street und bewohnt hier bis zu seinem Tod im Jahr 1759 zwei Stockwerke. Nahezu alle Werke, die seit 1723 entstehen, werden in diesem Haus komponiert. Auch die Vorbereitungen der Aufführungen finden oft im Händelschen Dining Room statt.
- 13. April: Georg Friedrich Händel weilt in Dublin und bringt in der New Music Hall sein im Vorjahr entstandenes Oratorium Messiah (HWV 56) zugunsten von Schuldgefangenen und Armenkrankenhäusern zur Uraufführung. Die Alt-Partie singt Susanna Maria Cibber (1714–1766), eine Schwester des Komponisten Thomas Augustin Arne, die bald danach in London erste Schauspielerin am Theater des berühmten Shakespeare-Darstellers David Garrick wird. Dirigent ist Matthew Dubourg. Das Oratorium wird bei seiner Uraufführung enthusiastisch aufgenommen. Im Anschluss kehrt Händel nach London zurück, wo die Etablierung des Werkes ungleich schwieriger ist. Auch in London wird Händel die Erlöse seiner Messiah-Aufführungen Armen und Entrechteten überlassen. Einmal jährlich wird er das Oratorium Messiah zugunsten des Londoner Foundling Hospital aufführen, dessen ehrenamtlicher Co-Direktor er neben William Hogarth ist.
- Kurz vor seiner Rückreise nach London begegnet Händel noch dem schon geistig verwirrten Autor von Gullivers Reisen, Jonathan Swift.

### Domenico Scarlatti
- Domenico Scarlatti ist der portugiesischen Prinzessin Maria Bárbara de Bragança, die er am Hofe des frommen und verschwendungssüchtigen Königs Johann V. in Lissabon kennengelernt und als Musiklehrer unterrichtet hatte, nach deren Heirat mit dem spanischen Thronfolger Don Fernando von Asturien (ab 1746 König Ferdinand VI.) nach Spanien gefolgt. Von Oktober 1730 bis 16. Mai 1733 war die Alcázares Reales in Sevilla seine feste Residenz und Wirkungsstätte. Danach zieht der Hof nach Norden in die Umgebung von Madrid, wo er je nach Jahreszeit abwechselnd in den Schlössern Buen Retiro, El Pardo, Aranjuez, La Granja und El Escorial weilt. Scarlatti steht vermutlich weiterhin in den „privaten“ Diensten von Maria Bárbara und scheint sich praktisch ausschließlich dem Cembalo und der Komposition seiner Sonaten zu widmen.
- Nach dem Tod seiner ersten Frau Maria Caterina am 6. Mai 1739 in Aranjuez, heiratet Domenico Scarlatti irgendwann zwischen 1740 und 1742 die aus Cádiz stammende Anastasia Ximénez.

### Georg Philipp Telemann
- Georg Philipp Telemann ist seit 1721 Cantor Johannei und Director Musices der Stadt Hamburg, eines der angesehensten musikalischen Ämter Deutschlands. In diesem Amt verpflichtet sich Telemann zur Komposition von zwei Kantaten wöchentlich und einer Passion pro Jahr, in späteren Jahren greift er allerdings bei seinen Kantaten auf frühere Werke zurück. Daneben komponiert er zahlreiche Musiken für private und öffentliche Anlässe, etwa für Gedenktage und Hochzeiten.

### Weitere biografische Ereignisse
- Joseph Benda, dessen ältere Brüder Franz und Johann Georg bereits Violinisten in der Hofkapelle von Friedrich II. sind, wird ebenfalls als Violinist in die Hofkapelle aufgenommen. Die aus Glaubensgründen bedrängten Eltern der drei Brüder, Hans Georg Benda und Dorothea Brixi, können auf Vermittlung von Friedrich II. ebenfalls 1742 mit ihren jüngeren Kindern Viktor, Georg Anton sowie Anna Franziska von Böhmen nach Potsdam ausreisen.
- Carl Heinrich Graun, der 1740 – nach der Thronbesteigung Friedrichs II. – zum Kapellmeister in Berlin ernannt und nach Italien geschickt wurde, um für die in Berlin zu errichtende Italienische Oper Sänger und Sängerinnen zu gewinnen, avanciert zum Star des Opernwesens in Berlin. Nach der Eröffnung der neuerbauten Königlichen Hofoper am 7. Dezember mit seiner Oper Cesare e Cleopatra wendet Graun sich ganz und gar der Oper zu und trifft den Geschmack des Königs und der Öffentlichkeit. Seine Opern bilden in den folgenden Jahren neben den Werken von Johann Adolph Hasse die Stütze des Berliner Opernprogrammes.
- Johann Melchior Molter kehrt von seinem Italienaufenthalt nach Karlsruhe zurück und übernimmt bei einem Entgelt von 500 Gulden seine frühere Stelle als Kapellmeister. Molter wird bis zu seinem Tod im Alter von 69 Jahren Kapellmeister in Karlsruhe bleiben.
- Nicola Antonio Porpora begibt sich zur Aufführung seiner Oper Statira nach Venedig und ist dort von 1742 bis 1743 Chorleiter am Ospedale della Pietà und von 1744 bis 1747 am Conservatorio dell’Ospedaletto.

### Eröffnungen
- 07. Dezember: Die nach Plänen von Georg Wenzeslaus von Knobelsdorff im Stil des Palladianismus errichtete Staatsoper Unter den Linden wird als Königliche Hofoper in Berlin mit der Uraufführung der Oper Cleopatra e Cesare von Carl Heinrich Graun eröffnet.

### Uraufführungen

#### Bühnenwerke

##### Oper
- 04. Januar: Die Oper Statira von Nicola Antonio Porpora auf das Libretto von Carlo Goldoni nach Francesco Silvani wird im Teatro San Giovanni Grisostomo in Venedig uraufgeführt.
- 18. Januar: Die Oper Lucio Papirio dittatore von Johann Adolph Hasse auf ein Libretto von Apostolo Zeno wird im Kleinen Kurfürstlichen Theater in Dresden uraufgeführt.
- 20. Januar: Im Teatro Regio in Turin wird das Dramma per musica Semiramide riconosciuta von Niccolò Jommelli auf das Libretto von Pietro Metastasio erstmals aufgeführt.
- 21. Januar: Die Oper Tito Manlio von Gennaro Manna auf ein Libretto von Gaetano Roccaforte wird im Teatro Argentina in Rom uraufgeführt.
- Karneval: Uraufführung der Oper Zenobia von Gaetano Latilla auf das Libretto von Pietro Metastasio im Teatro Regio in Turin.
- 00. März: Die Oper Scipione in Cartagine von Baldassare Galuppi auf das Libretto von F. Vanneschi hat Uraufführung im King’s Theatre in London.
- 05. Mai: Die erste Fassung des Dramma per musica Eumene von Niccolò Jommelli auf das Libretto von Apostolo Zeno wird im Teatro Malvezzi in Bologna uraufgeführt.
- Sommer: Uraufführung des Dramma per musica Zenobia und Radamistus von Giovanni Verocai in Braunschweig. Das Libretto und vermutlich auch die Musik der Rezitative stammen von Georg Caspar Schürmann, basierend auf Zenobia von Pietro Metastasio.
- 23. September: Die Oper Demetrio von Giuseppe Carcani auf ein Libretto von Pietro Metastasio wird im Teatro civico in Crema uraufgeführt.
- 07. Oktober: Uraufführung der Oper Didone abbandonata von Johann Adolph Hasse auf das Libretto von Pietro Metastasio in Schloss Hubertusburg.
- 15. Oktober: Die Oper Baiazet von Andrea Bernasconi auf das Libretto von Agostino Piovene hat Uraufführung im Teatro San Giovanni Grisostomo in Venedig.
- 04. November: Die Oper Andromaca von Leonardo Leo hat Uraufführung im Teatro di San Carlo in Neapel.
- 07. Dezember: Uraufführung der Oper Cleopatra e Cesare von Carl Heinrich Graun in der neu eröffneten Königlichen Hofoper in Berlin.
- 19. Dezember: Leonardo Leos Oper Issipile auf ein Libretto von Pietro Metastasio wird im Teatro San Carlo in Neapel uraufgeführt.
- 26. Dezember: Die Oper Semiramide von Niccolò Jommelli auf ein Libretto von Francesco Silvani wird in Venedig im Teatro San Giovanni Grisostomo erstmals aufgeführt.

##### Serenata
- 13. Februar: Die Serenata Endimione von Andrea Bernasconi auf das Libretto von Pietro Metastasio wird im Teatro San Giovanni Grisostomo in Venedig uraufgeführt.
- 00. JulI: Die Serenata L’asilo d’Amore von Johann Adolph Hasse auf das Libretto von Pietro Metastasio wird in Neapel uraufgeführt.

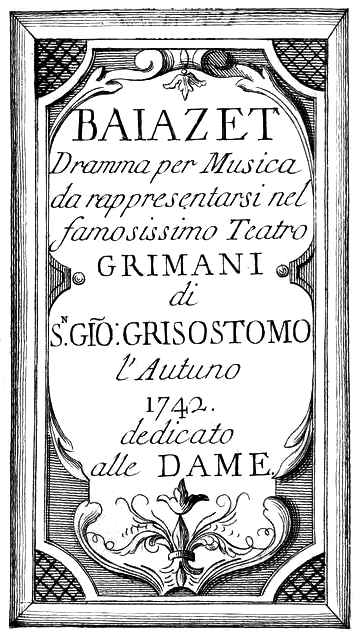
Andrea Bernasconi – Bajazet – Titelseite des Librettos – Venedig 1742
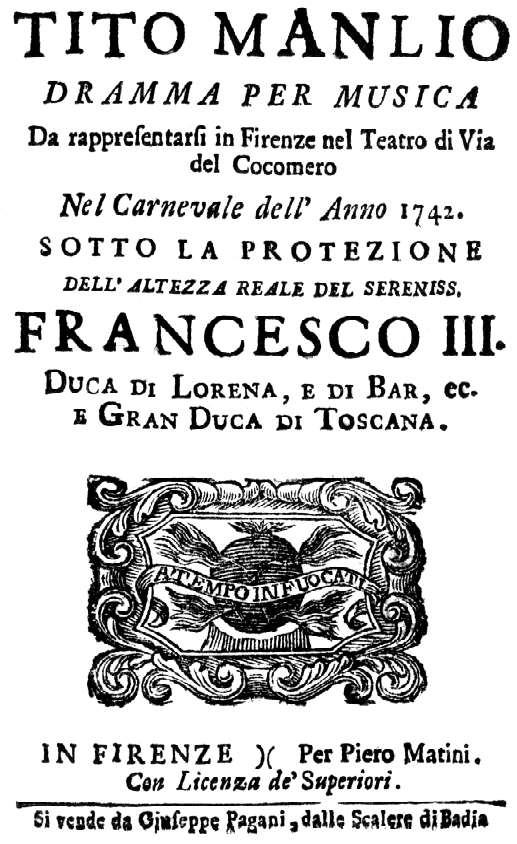
Michele Fini – Tito Manlio – Titelseite des Librettos – Florenz 1742
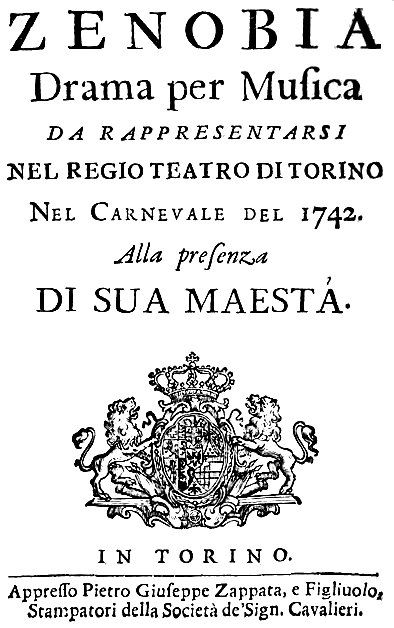
Gaetano Latilla – Zenobia – Titelseite des Librettos – Turin 1742
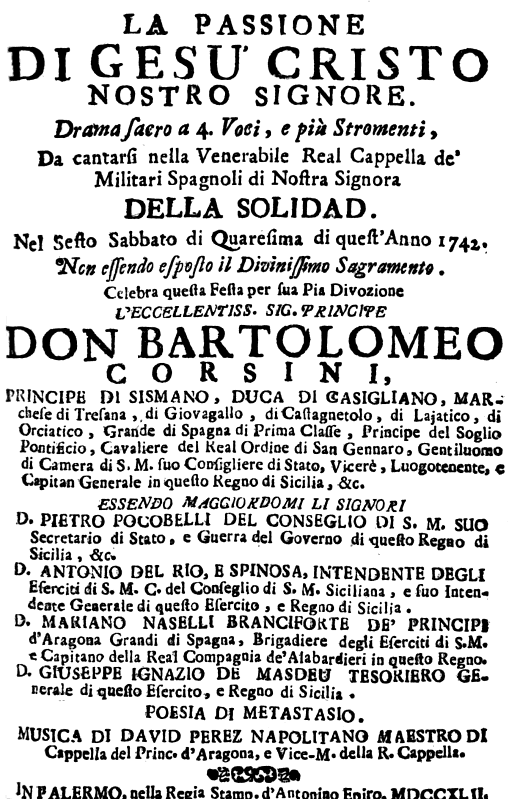
Davide Perez – La passione – Titelseite des Librettos – Palermo 1742
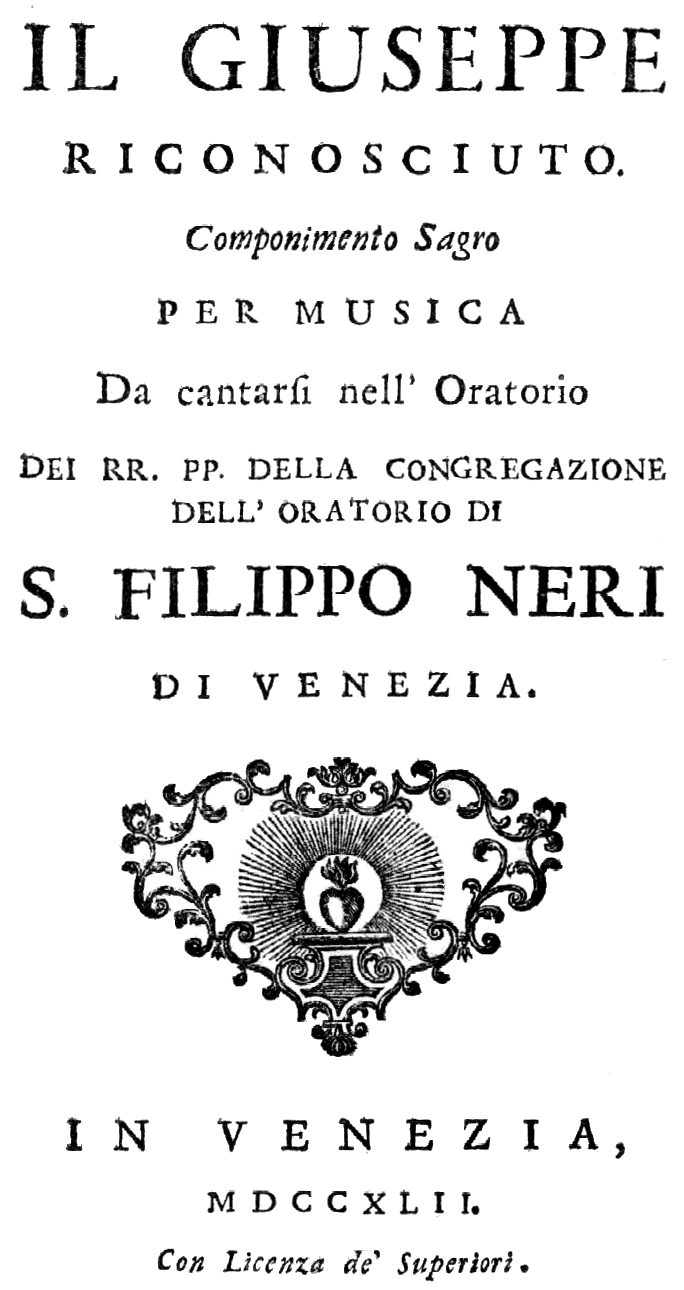
Paolo Scalabrini – Il Giuseppe riconosciuto – Titelseite des Librettos – Venedig 1742
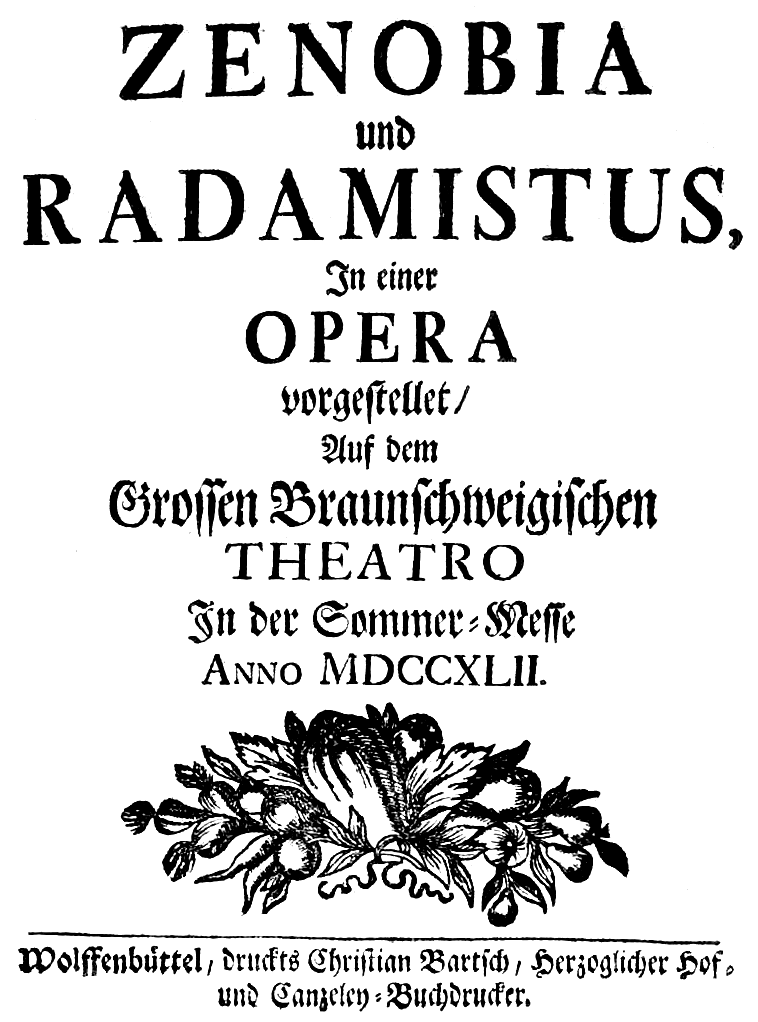
Giovanni Verocai – Zenobia und Radamistus – Titelseite des Librettos – Braunschweig 1742

##### Oratorium
- 23. März: Das Oratorium I pellegrini al Sepolcro di Nostro Signore von Johann Adolph Hasse auf das Libretto von Stefano Benedetto Pallavicino wird in der Hofkapelle in Dresden uraufgeführt.
- 13. April: Georg Friedrich Händels im Vorjahr entstandenes Oratorium Messiah (HWV 56) wird bei seiner Uraufführung in der New Music Hall in Dublin enthusiastisch aufgenommen. Im Anschluss kehrt Händel nach London zurück, wo die Etablierung des Werkes ungleich schwieriger ist.
- Davide Perez – La passione di Gesù Cristo (Libretto von Pietro Metastasio; Uraufführung in Palermo)

### Instrumentalmusik

#### Konzerte
- Francesco Barsanti – 10 Concerti grossi, op. 3
- Jacques-Christophe Naudot – 6 Concertos, op. 17 (Paris)

#### Kammermusik
- Michel Corrette – Concerto Turc (Nr. 19 der Concertos Comiques)
- Christoph Graupner – Trio Sonate in g-Moll (GWV 215)

#### Chalumeau
- Christoph Graupner – Konzert für 2 Chalumeau in C-Dur (GWV 303)

#### Flöte
- Jacques-Christophe Naudot – Suite en trio, op. 18

#### Violine
- Giovanni Battista Sammartini – 12 Sonatas, op. 2

### Tastenmusik

#### Cembalo
- Carl Philipp Emanuel Bach – 6 Cembalosonaten (Wq.48, Nürnberg)
- Giovanni Benedetto Platti
  - 6 Sonates pour le clavessin sur le goût italien, op. 1 (Nürnberg)
  - 6 Concerti de quali si espone presentemente due, per clavicembalo obligato con due violini, viola e violoncello, op. 2 (Nürnberg, verschollen)

#### Orgel
- Giovanni Battista Martini – 12 Sonate d’intavolatura per l’organo e ’l cembalo

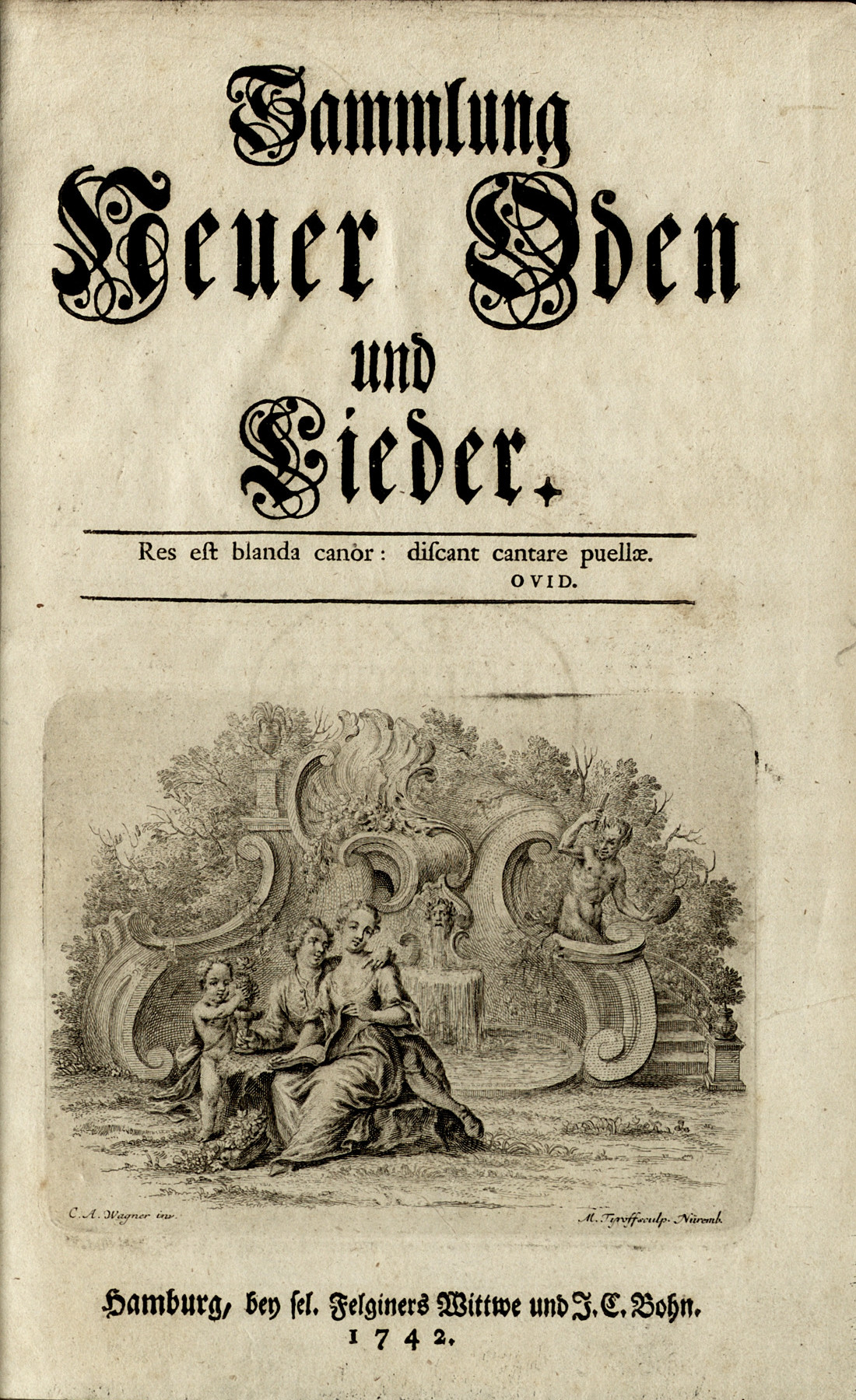
Johann Valentin Görner – Sammlung Neuer Oden und Lieder – Titelseite der Sammlung

### Vokalmusik

#### Geistlich
- Johann Sebastian Bach – Kantate Gloria in excelsis Deo (BWV 191)
- Jean-Joseph Mouret – Motets à une et deux voix avec symphonie (Paris)
- Franz Xaver Richter – Kemptener Te Deum
- Jan Dismas Zelenka – Salus infirmorum, Lauretanische Litanei für Soli, Chor und Orchester ZWV 152

#### Weltlich
- Johann Sebastian Bach – Mer hahn en neue Oberkeet (BWV 212)
- Francesco Barsanti
  - 6 Antiphonen, op. 5 (um 1742)
  - A Collection of Old Scots Tunes (Edinburgh)
- Johann Valentin Görner – Sammlung Neuer Oden und Lieder

### Lehrwerke
- Francesco Valls – Mapa Armónico Práctico

### Instrumentenbau
- Gottfried Silbermann
  - vollendet den Bau der Orgel in der Stadtkirche in Zöblitz und
  - stellt die Orgel in der Dorfkirche in Fraureuth.
- Heinrich Nicolaus Trebs
  - beendet den Bau der Orgel in der Kirche St. Marien in Bad Berka.

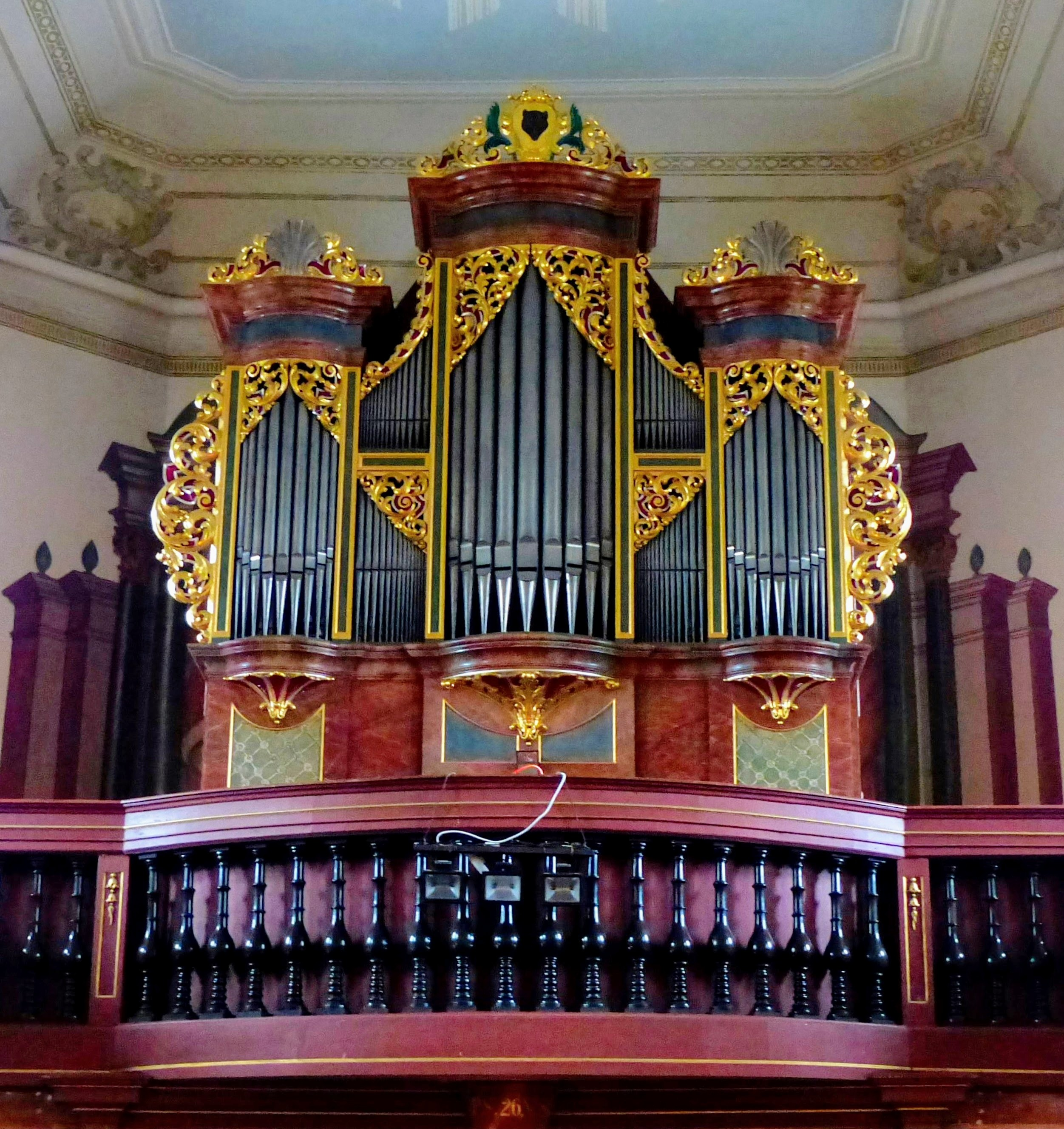
Kirche in Zöblitz, Silbermannorgel, Balustrade mit Serpentin-Elemente
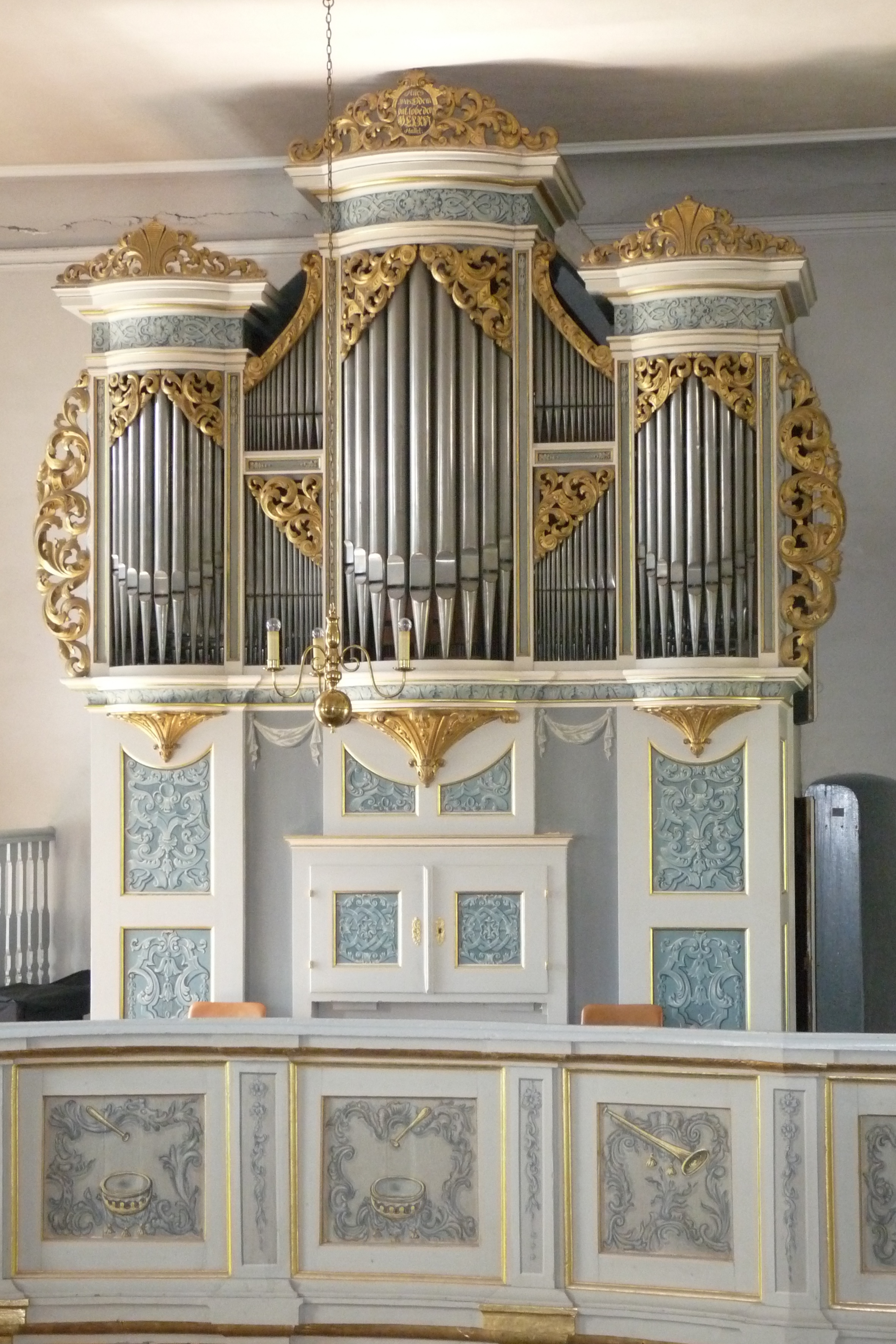
Orgel von Gottfried Silbermann in Fraureuth, Sachsen, Deutschland
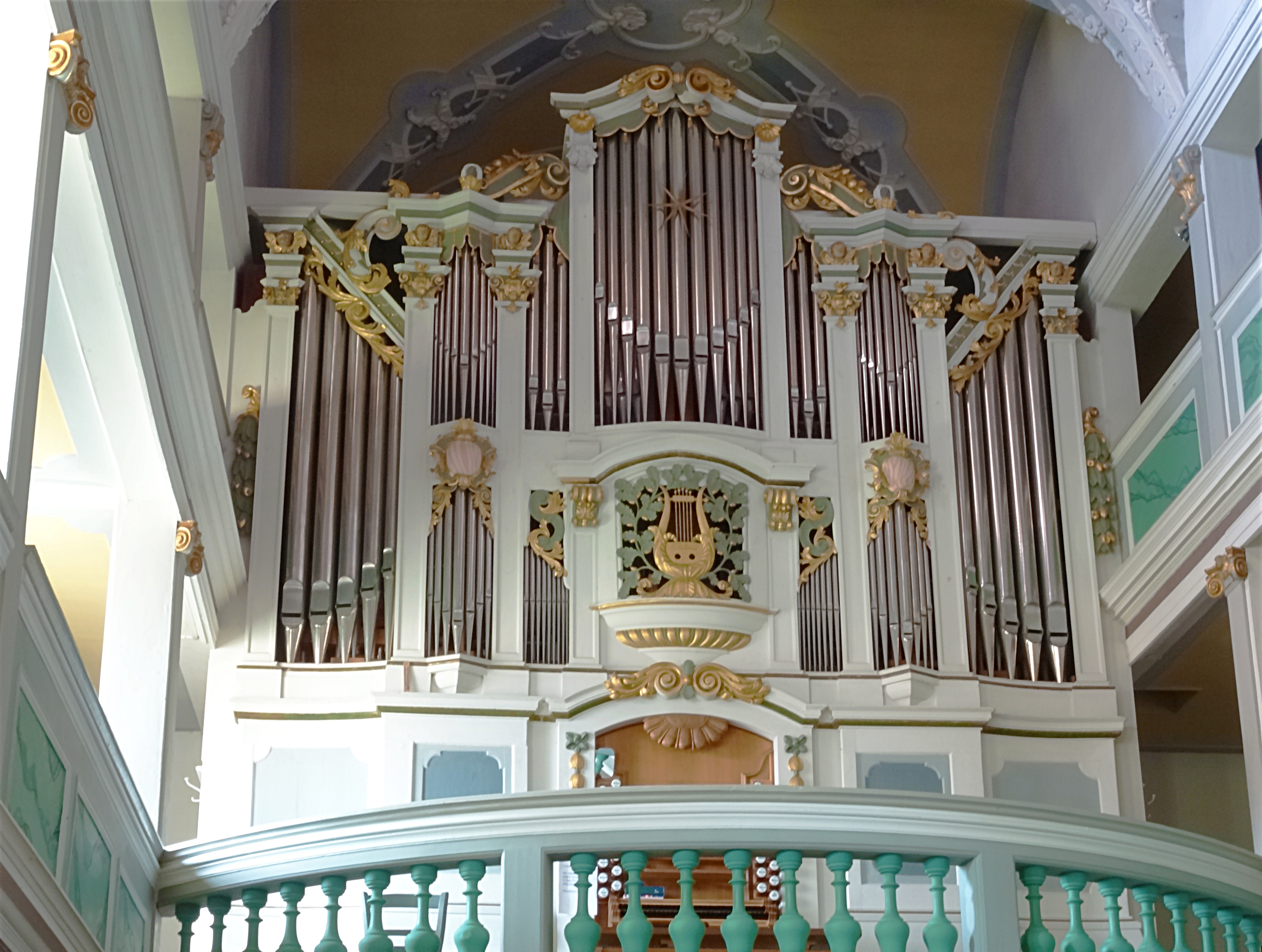
Orgel der Stadtkirche St. Marien Bad Berka

## Geboren

### Geburtsdatum gesichert
- 07. März: Birgitte Cathrine Boye, dänische (Kirchenlied-)Dichterin († 1824)
- 09. März: Jean-Baptiste Janson, französischer Cellist und Komponist († 1803)
- 13. März: Anne Hunter, britische Dichterin und Komponistin († 1821)
- 08. Mai: Johann Baptist Krumpholz, tschechischer Komponist und Harfenist († 1790)
- 19. Juli: Jean-Baptiste Davaux, französischer Komponist und Violinist († 1822)
- 09. August: Alexander Onissimowitsch Ablessimow, russischer Opernlibrettist, Dichter, Dramatiker und Journalist († 1783)
- 19. August: Jean Dauberval, französischer Tänzer und Choreograf († 1806)
- 28. November: Francesc Juncà i Querol, katalanischer katholischer Priester, Kapellmeister und Komponist († 1833)
- 27. Dezember (getauft): Maria Carolina Benda, Sängerin, Pianistin, Komponistin und Kammersängerin († 1827)

### Genaues Geburtsdatum unbekannt
- Martha Ray, englische Sängerin († 1779)

## Gestorben

### Todesdatum gesichert

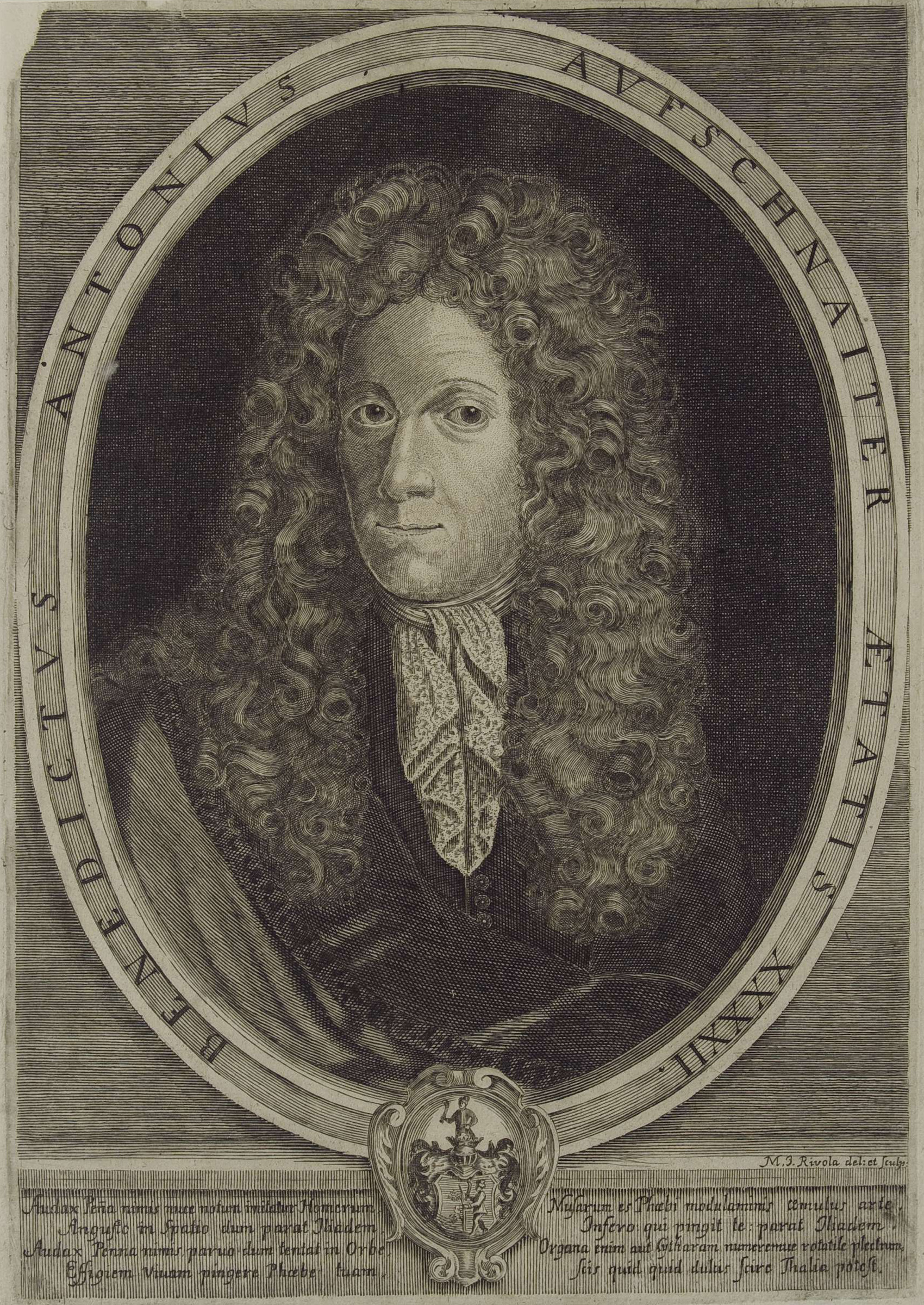
Benedikt Anton Aufschnaiter
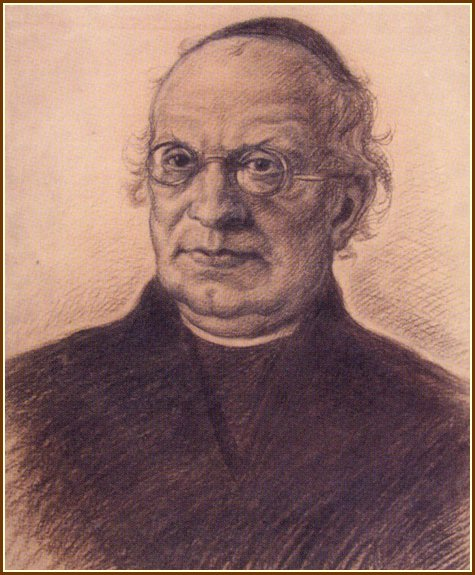
Bohuslav Matěj Černohorský
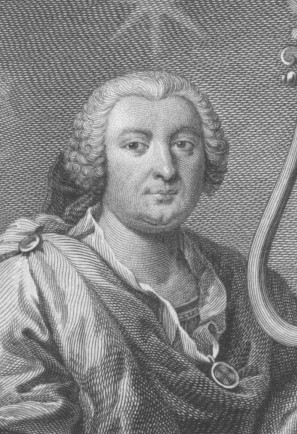
Carlos Seixas
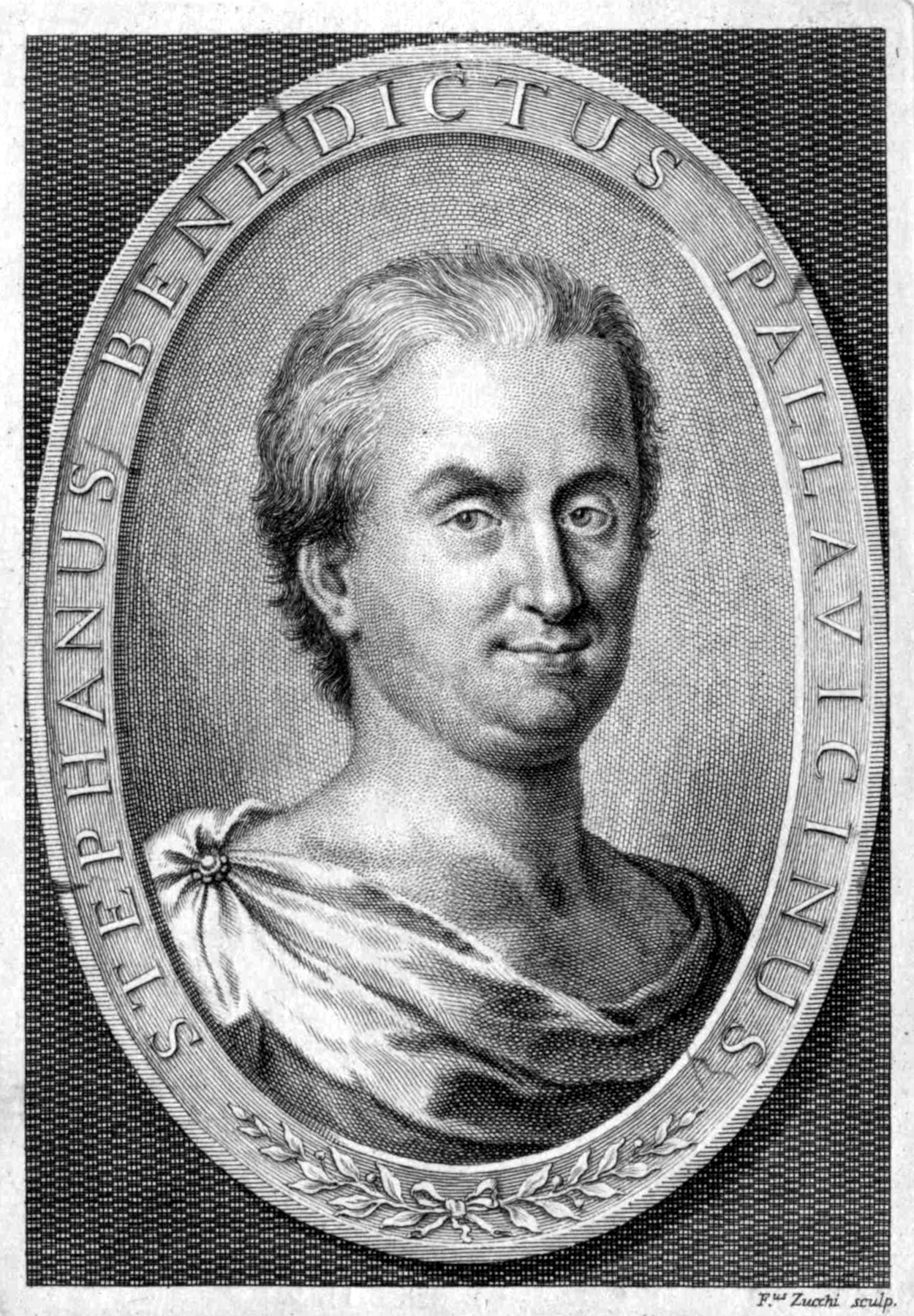
Stefano Pallavicini

- 06. Januar: Johann Georg Reinhardt, österreichischer Komponist und Organist (* 1676 oder 1677)
- 19. Januar: Tomàs Milans i Godayol, katalanischer Kirchenmusiker, Harfenist, Kapellmeister und Komponist (* 1672)
- 23. Januar: Johann Konrad Dreyer, deutscher Tenor und Kantor (* 1672)
- 24. Januar (begraben): Benedikt Anton Aufschnaiter, österreichischer Komponist (* 1665)
- 27. März: Johann Martin Schamelius, deutscher evangelischer Theologe und Kirchenlieddichter (* 1668)
- 13. April: Giovanni Veneziano, neapolitanischer Komponist und Organist (* 1683)
- 16. April: Stefano Pallavicini, italienischer Hofdichter, Dramaturg und Regisseur (* 1672)
- 23. April: Mihael Omerza, slowenischer Komponist (* 1679)
- 05. Mai: Elisabetta Pilotti, italienische Opernsängerin (* unbekannt)
- 02. Juni: Giuseppe Appiani, italienischer Sänger, Altkastrat (* 1712)
- 08. Juni: Omobono Stradivari, italienischer Geigenbauer (* 1679)
- 28. Juni: Johann Joseph Ignaz Brentner, böhmischer Komponist (* 1689)
- 01. Juli: Bohuslav Matěj Černohorský, böhmischer Komponist und Orgellehrer (* 1684)
- 12. Juli: Evaristo Dall’Abaco, italienischer Violinist, Cellist und Komponist (* 1675)
- 25. August: José Antonio Carlos de Seixas, portugiesischer Komponist und Cembalist (* 1704)
- 11. November: Francesco Antonio Calegari, italienischer Komponist und Musiktheoretiker (* 1656)

### Genaues Todesdatum unbekannt
- Matteo Goffriller, venezianischer Geigenbauer Tiroler Abstammung (* 1659)
- Giovanni Mossi, italienischer Komponist und Violinist (* um 1680)
- Johann Gottfried Riemschneider, deutscher Opernsänger (* 1691)
- Florentinus Wang, deutscher Orgelbauer (* 17. Jahrhundert)